# Carlos Flores Murillo
Pour les articles homonymes, voir Carlos Flores et Murillo.
Carlos Antonio Flores Murillo (Callao, 4 août 1974 – Lima, 17 février 2019), surnommé Kukín Flores, est un footballeur péruvien qui jouait au poste de milieu de terrain.

## Carrière

### En club
Grande promesse du football péruvien des années 1990, au point d'être élogié par des entraîneurs de renom comme Ángel Cappa (en) ou Jorge Sampaoli, la carrière de Carlos Kukín Flores n'atteindra jamais les sommets en raison de ses problèmes d'indiscipline à répétition, son penchant pour l'alcool et la cocaïne.
Après avoir été formé à l'Academia Cantolao, il débute en 1re division du Pérou, le 4 septembre 1991, à l'âge de 17 ans, sous les couleurs du Sport Boys – club emblématique du port de Callao, dont il finira par devenir l'une des idoles – contre le Deportivo AELU (victoire 3-0).
Vice-champion du Pérou en 1991, il dispute avec le Sport Boys la Copa Libertadores en 1992 et se fait remarquer le 13 mars 1992 en marquant de la tête le but de l'égalisation transitoire 1-1 lors de la rencontre face à l'Atlético Nacional à Medellín (2-2, score final).
Il a l'occasion de jouer pour l'Universitario de Deportes (1995) et l'Alianza Lima (1999), deux des clubs les plus importants du Pérou. En outre, il s'expatrie à cinq reprises: à l'Al-Hilal (Arabie saoudite), Aris Salonique (Grèce), CA Paranaense (Brésil), CA Belgrano (Argentine) et Deportivo Pereira (Colombie), même s'il finit toujours par retourner au Sport Boys, son club de cœur, pour lequel il joue pour la dernière fois en 2010, avant de raccrocher les crampons deux ans plus tard au Cobresol FBC.

### En équipe nationale
Sa carrière en équipe du Pérou est très éphémère, puisqu'il ne joue que deux matchs dont un amical face aux Pays-Bas, le 10 octobre 1998 (défaite 2-0), suivi d'une rencontre comptant pour les éliminatoires de la Coupe du monde 2002, le 19 juillet 2000, face à la Colombie (défaite 0-1).

### Décès
Kukín Flores est retrouvé mort le 17 février 2019 dans son appartement à San Miguel, arrondissement de la ville de Lima, victime d'un infarctus du myocarde. Son enterrement au Callao, deux jours plus tard, fut suivi par des milliers de personnes témoignant de sa popularité dans sa ville natale.

## Palmarès
| Sport Boys - Championnat du Pérou : - Vice-champion : 1991. |  | Universitario de Deportes - Championnat du Pérou : - Vice-champion : 1995. |  | Alianza Lima - Championnat du Pérou : - Vice-champion : 1999. - Tournoi de clôture (1) : - Vainqueur : 1999-C. |